# Churton (Cheshire)
Churton est une paroisse civile et un village du Cheshire, en Angleterre.